# Höhengrenze
Höhengrenzen sind gedachte, in unterschiedlichen Höhen um ein Gebirge verlaufende, weitgehend dauerhafte Linien, an denen bestimmte physikalische, chemische oder ökologische Vorgänge oder Merkmale enden. Sie werden unter anderem für die Festlegung von geomorphologischen und Vegetationshöhenstufen verwendet.
So spricht man etwa von Firngrenze, Absolute Frostgrenze, Gletschergrenze, Wald- und Baumgrenze, aber auch von der Höhengrenze des Getreideanbaus und ähnlichem.
Die genaue Lage dieser Grenzen hängt neben lokalen orographischen Faktoren (Felshänge, Verschattungen, Wasserläufe etc.) vor allem von unterschiedlichen Klimabedingungen (Temperaturen, Niederschlagsverhältnisse, Strahlung) ab.